# Lucht Medische Diensten
Lucht Medische diensten is een veelomvattende term die gebruikt wordt voor luchtvervoer per vliegtuig of helikopter om patiënten van en naar gezondheidszorginstellingen en ongevalsscènes te brengen. Gewoonlijk kan het personeel uitgebreide preklinische, nood- en kritieke zorg bieden aan allerlei soorten patiënten tijdens aeromedische evacuatie- of reddingsoperaties aan boord van helikopters,  propellervliegtuigen of straalvliegtuigen. 

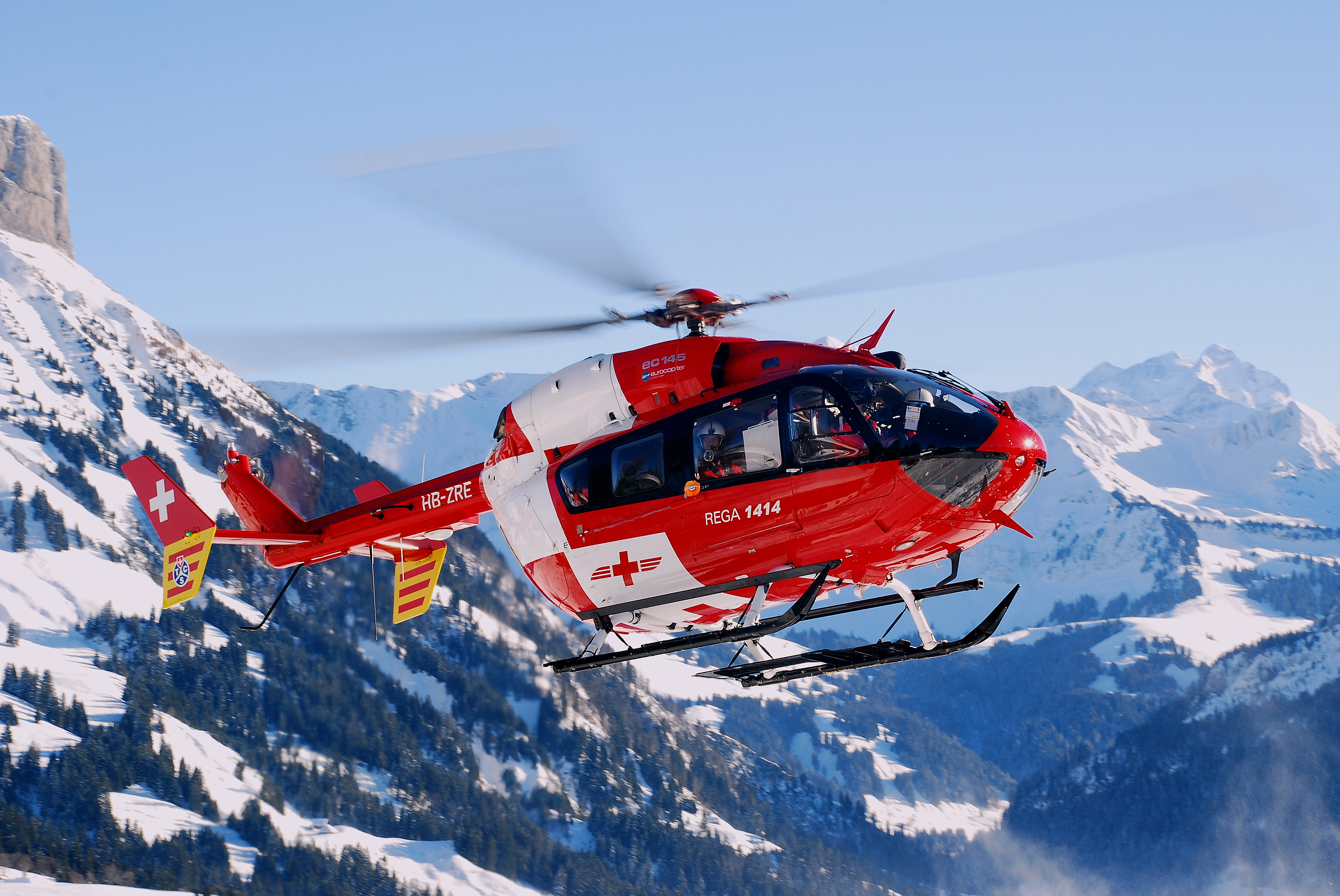
Een Eurocopter EC 145 van de Zwitserse reddingsdienst Rega

Een luchtambulance is een speciaal uitgeruste helikopter of vliegtuig voor het vervoer van gewonden of zieke personen in een medisch noodgeval of over grotere afstanden of terrein dat moeilijk toegankelijk is voor een conventionele ambulance op de grond. Vliegtuigen worden ook gebruikt om patiënten te repatriëren uit het buitenland. Deze en aanverwante operaties worden aeromedisch genoemd. In sommige omstandigheden kan zo'n vliegtuig ook gebruikt worden om te zoeken naar vermiste of gezochte personen. 
Net als ambulances op de grond zijn luchtambulances uitgerust met medische apparatuur die essentieel zijn voor het bewaken en behandelen van gewonde of zieke patiënten. Veelgebruikte goederen en apparatuur voor luchtambulances omvat medicijnen, ventilatoren, ECG's en bewakingseenheden, CPR-apparatuur en brancards. Een medisch bemande en uitgeruste luchtambulance biedt medische zorg tijdens de vlucht, terwijl een niet-medisch uitgerust en bemand vliegtuig alleen patiënten door de lucht vervoert. Militaire organisaties en de NAVO noemen de eerste medische evacuatie (MEDEVAC) en de tweede de ongevalsevacuatie (CASEVAC).